# Ethan de Athos
Ethan de Athos es una novela de ciencia ficción en el universo de la serie de Miles Vorkosigan, escrita por Lois McMaster Bujold. Aunque tiene lugar en el mismo universo coherente y al mismo tiempo que la vida de Miles, este no aparece directamente en el libro (si bien sí que aparecen referencias sobre su persona).
Los protagonistas de esta historia son el doctor Ethan Urquhart, la mercenaria Dendarii Elli Quinn, y Terran-C, un sujeto experimental que ha escapado del control de Cetaganda.

## Argumento
El planeta Athos está habitado por una sociedad formada únicamente por hombres. La reproducción allí se realiza en Centros Rep en los que los futuros padres combinan su material genético con óvulos obtenidos de cultivos ováricos que llevan en funcionamiento desde tiempos de los Fundadores. El sistema se encuentra cerca de una crisis cuando los tejidos comienzan a agotarse, aunque la llegada de un envío de nuevos tejidos procedentes de una Casa de Jackson's Whole parece ir a poner fin a la situación. Sin embargo, tras descubrir que las muestras enviadas no se corresponden en absoluto con lo comprado, se ven obligados a enviar un athosiano fuera del planeta para hacerse con nuevas muestras procedentes de una fuente fiable. El doctor Ethan Urquhart, Jefe de Biología Reproductiva en el Centro de Reproducción del Distrito de Sevarin, es elegido para esta misión, y parte hacia la Estación Kline para comenzar una nueva búsqueda, y para tratar de rastrear el envío anterior para intentar recuperar el dinero invertido.
Allí conoce a la Comandante Elli Quinn, una oficial de la Flota de Mercenarios Libres Dendarii comandada por el Almirante Naismith, el alter ego de Miles Vorkosigan. Elli se encuentra de vacaciones en la Estación, su lugar de procedencia, y ayuda a Ethan a orientarse por la estación. Elli es la primera mujer con la que Ethan se encuentra, y le resulta un poco intimidante. Erróneamente piensa que la comandante es un ejemplo de mujer típica, desconocedor de lo poco frecuentes que son las mujeres militares, aunque más tarde Elli le sacará de su error.
Como misión secundaria, en papel de Embajador de Athos, Ethan tiene que establecer contacto con hombres del exterior, para tratar de captar el mayor número de inmigrantes posible. Para ese fin entra en un pub de la Estación, donde no es nada bien recibido (fuera de Athos se le llama el planeta de los sarasas despectivamente), y de nuevo vuelve a ser rescatado por Quinn cuando los estacionarios malentienden las intenciones de Ethan y tratan de darle una paliza.
Ethan descubre que no es el único haciendo averiguaciones sobre el envío de tejidos desaparecido. Mientras indaga sobre el destino del paquete, es secuestrado e interrogado por unos individuos que buscan a alguien llamado Terrence Cee, relacionado con algún tipo de experimento genético que a su vez guarda relación con los cultivos desaparecidos. Tras intentar obtener la información requerida con el uso de la pentarrápida y la tortura, deciden deshacerse de Ethan, quien es rescatado muy oportunamente por Elli Quinn. Durante el enfrentamiento, Okita, el encargado de ejecutar a Ethan, muere accidentalmente, dejándoles además el problema añadido de deshacerse del cadáver. Ethan descubre que la razón del exhaustivo interrogatorio es que sus captores sospechaban que él era un agente de algún tipo, ya que llevaba un chip rastreador escondido en el módulo mapa. Mapa que le había dado la Comandante Quinn tras su primer encuentro, y que es la razón de sus frecuentes encuentros "casuales". En realidad Quinn no se encuentra de permiso, sino que ha sido enviada por los Dendarii en una misión de Inteligencia tras la pista de los secuestradores de Ethan: el ghemcoronel Ruyst Millisor y su equipo, los capitanes Rau, Setti y el fallecido Okita, todos ellos cetagandanos. Parece que se encuentran buscando algo relacionado con el proyecto de investigación de Millisor, de nombre clave Terran-C (quien resulta ser un ser humano, como le revela Ethan a Quinn). Siguiendo la pista de Terrance, los cetagandanos arrasaron los laboratorios de la Casa Bharaputra de Jackson's Whole (razón por la que re-contrataron a Quinn para asesinarlos cuando esta reveló que se trataba de una mercenaria), y finalmente lo rastrearon hasta la Estación Kline.
Quinn esconde a Ethan en su habitación, e idea una forma de hacer dasaparecer a Okita: en la Estación se usan cultivos de algas para mantener los niveles de carbónico y oxígeno. A su vez el excedente de algas se elimina criando salamandras que se las comen, pero también hay que deshacerse de las salamandras que sobran. Algunas se usan para el consumo directamente, pero el resto se llevan a Eliminación, donde se reducen a restos orgánicos que van a parar a los cultivos proteínicos donde se produce carne animal para consumo humano. Elli tiene un conocido en Control Atmosférico, Dale Zeeman, y le pide un pequeño cargamento de salamandras para llevar de vuelta a la Flota Dendarii. Cuando Ethan y ella se quedan a solas, intercambian el contenido de uno de los tanques por el cadáver de Okita, rellenando con Salamandras para que el peso resultante coincida con el de los registros. Entonces se llevan el contenedor con el cuerpo, y a Zeeman le dicen que se han confundido de recipiente, pero que ya de paso le harán el favor de llevarlo a Eliminación en su lugar. De ese modo consiguen destruir el cuerpo haciéndolo pasar por un barril de salamandras, aunque la tecnoeco Helda está a punto de descubrilos.
Ethan no confía en Elli, y decide dejarla y seguir por libre. Tras sobrevivir a un encuentro con Rau durante el que está a punto de alcanzarle un disparo de disruptor nervioso, Ethan se encuentra con Terrence Cee, quien quiere pedir asilo en Athos para escapar de los cetagandanos. Terrence es el producto de un proyecto genético destinado a desarrollar una anomalía en la glándula pineal para crear sujetos con habilidades telepáticas (si bien sólo tras ingerir una dosis importante de aminoácido tiramina). Aparte de él, la única superviviente de la investigación fue una chica llamada Janine (J-9-X Ceta-G). Después de la retirada de fondos de la investigación, el Doctor Faz Jahar, autor del proyecto, continuó cuidando de ellos, entrenando a Terrance como futuro agente secreto al servicio de Cetaganda. Cuando tras la pubertad comenzaron a dar muestras del éxito del experimento, Millisor volvió a interesarse por ellos. Con el tiempo comenzaron a verlos como sus carceleros, y decidieron escapar. Lamentablemente Janine murió, y Terrance, que mantenía con ella una relación de pareja, quiso clonarla. Para ello acudió a Jackson's Whole, pero cuando se dio cuenta de que un clon no le devolvería a su esposa, decidió obtener un cultivo ovárico de su esposa para conseguir los hijos que Janine siempre había querido tener. Pagó a la Casa Bharaputra para que pusiera el cultivo junto al envío a Athos, para poder recuperarlo allí más tarde. Pero Millisor le siguió la pista, lo que acabó con  el asalto a la Casa Bharaputra y la situación actual en la Estación Kline. El destino del auténtico envío a Athos es desconocido, incluso para Terrance, aunque los cetagandanos crean lo contrario.
De nuevo hace aparición la Comandante Quinn, que de nuevo ha puesto un rastreador en una de las posesiones de Ethan (la nota de crédito de Athos, de la que nunca se separa). La mercenaria le ofrece a Terrance un puesto en los Dendarii, como alternativa al asilo en Athos donde probablemente no estaría a salvo. Terrance no se atreve a confiar en ellos por completo, y Elli sugiere que use sus habilidades telepáticas. Lamentablemente necesita comprar tiramina para conseguirlo, y las farmacias están vigiladas por Millisor (lo que comprueban haciendo la prueba con el primo de Quinn, Teki, quien al no estar relacionado con Ethan se supone que no debería estar en verdadero peligro). Ethan sugiere una copiosa comida a base de alimentos ricos en tiramina (vino, queso, chocolate), que finalmente da resultado.
Quinn se equivocaba en relación con su primo: Millisor lo ha secuestrado, probablemente para interrogarlo. Intentando pensar que habría hecho Miles en su lugar, Quinn decide denunciar a Millisor a la biopolicía (máxima autoridad de la estación), concretamente al Servicio de Emergencias de Epidemiología. Los cetagandanos ven interrumpido su interrogatorio por la llegada de los tecnoecos, entre los que se encuentra Helda, la conocida de Eliminación de Ethan y Quinn. Encuentran a Teki, bajo los efectos de la pentarrápida. En un ataque de verborrea revela a Helda que Ethan es en realidad athosiano, y cuenta como esta odia Athos desde que su hijo emigró allí (según dice Teki, para escapar de ella). Entonces Ethan se da cuenta de que el cambio de los tejidos ováricos originales por los restos muertos y animales que recibieron en Athos, tuvo que hacerse en el transporte a la nave correo athosiana, y que sólo alguien como Helda pudo tener la oportunidad (y el motivo) para hacerlo. La mujer finalmente confiesa el sabotaje, y revela que "tiró" el envío de Athos. Seguridad detiene a todos los presentes, excepto a Quinn que consigue escapar.
Más tarde Ethan consigue mantener una conversación privada con Millisor, quien le abre los ojos sobre las verdaderas intenciones de Terrance: en realidad todos los cultivos ováricos enviados desde Jackson's Whole contenían el complejo genético causante de la habilidad telepática, lo que habría convertido a Athos en un planeta de telépatas en cuestión de dos generaciones.
Ethan recibe un mensaje de Terrance instándole a reunirse con él. Por el camino Ethan se encuentra con un hombre de piel morena que le da un objeto para Millisor, en caso de que vuelva a verlo, el cual se activa con el número de serie militar. En realidad la cita con Terrance es una trampa de Millisor y sus hombres, que han conseguido escapar y los retienen como rehenes. Ethan menciona el objeto que le han entregado por el camino, y Quinn deduce que el hombre era un enviado de la Casa Bharaputra e introduce ella misma el número de Millisor, lanzándoselo a Setti a continuación. El aparato hace explosión, y les da a Quinn y sus compañeros una oportunidad de escapar, momento en que los jacksonianos hacen aparición. No demasiado contentos con la forma de llevar a cabo el negocio de Quinn, los bharaputranos quieren recuperar el dinero. Finalmente la disputa se resuelve con la mitad del pago a Quinn (por Okita y Setti), y un brazo roto por los intereses.
Una vez todo ha terminado, Ethan se despide de Quinn, no sin antes pedirle que done un ovario a Athos (un gran honor, ya que se convertirá en la madre genética de cientos de niños athosianos). Quinn accede, y la muestra EQ-1 se convierte en la primera del nuevo cargamento. Ethan descubre que el envío original no fue eliminado, sino que literalmente Helda lo tiró al espacio exterior, y por un golpe de suerte lo encuentra al ir a recoger las salamandras congeladas de Quinn. Ethan decide utilizar las muestras en Athos, a pesar de conocer los resultados en dos generaciones, si bien no descarta aislar el gen que produce el complejo telepático más adelante. Además Ethan le ofrece a Terrance, por quien se ha sentido atraído desde que se conociron, convertirse en el alterno designado de sus hijos, un acuerdo no específicamente reservado a las parejas, pero que de forma general se da entre dos amantes.

## Cronología
Las fechas de publicación de los distintos relatos de la saga de Miles Vorkosigan no se corresponden con el orden cronológico interno de la trama. Dentro de la serie, este relato se encuentra:
| Precedido por: | Serie:                    | Seguido por:      |
| -------------- | ------------------------- | ----------------- |
| Cetaganda      | Serie de Miles Vorkosigan | Hermanos de armas |